# Tadeusz Holuj
Tadeusz Holuj (1916 - 1985) est écrivain et un survivant du camp de concentration d’Auschwitz en Pologne.

## Biographie
Tadeusz Holuj fréquente le lycée de Jasło, puis étudie le droit et la littérature polonaise à l'université Jagellonne. Avant la Seconde Guerre mondiale, il publie des poèmes et coédite une revue littéraire. 
Durant la Seconde Guerre mondiale, il rejoint la résistance polonaise. Il est arrêté en 1942 et envoyé au camp de concentration d'Auschwitz I. Il porte le numéro 62 937. Il fait office de secrétaire et d'infirmier au revier. Il se joint au groupe de résistance Kampfgruppe Auschwitz, dont il devient l'un des dirigeants aux côtés d'Ernst Burger, de Hermann Langbein et de Józef Cyrankiewicz. À la fin d'octobre 1944, les SS le transfèrent au camp annexe de Flossenbürg, où il est libéré en avril 1945.
Après la guerre, il adhère au Parti ouvrier polonais puis au Parti ouvrier unifié polonais. 
En 1965, Tadeusz Holuj devient secrétaire général du Comité international d'Auschwitz et témoigne au procès de Francfort. À cette époque, il vit à Cracovie de son métier d'écrivain.

## Œuvres
- La Femme au voile, 1938
- Le Chemin brûlé, 1938
- L'Épreuve du feu, 1946
- Le Royaume des paysans sans terre, volumes 1-4, 1954-1956
- Le Rose et les Incendies de forêt, volumes 1-2, 1971
- Personne, Katowice, 1974
- La Fin de notre monde, 1958
- Les arbres fruitiers sont nés, 1963
- Paradis, 1972
- Le Drame de la maison d'Auschwitz, 1948
- Des histoires d'aube, 1956